# Malcolm Low
William Malcolm Low (1835 - 14 juin 1923) est un homme politique conservateur britannique.

## Biographie
Il est membre de la Chambre des communes de 1886 à 1892.

## Sources
- (en) Cet article est partiellement ou en totalité issu de l’article de Wikipédia en anglais intitulé « Malcolm Low » (voir la liste des auteurs).